# Scopula basinuda
Scopula basinuda là một loài bướm đêm trong họ Geometridae.